# Odnosi Crne Gore i Svete Stolice
Odnosi Crne Gore i Svete Stolice bilateralni su između Crne Gore i Svete Stolice.
Sveta Stolica ima veleposlanstvo u Sarajevu (odgovorno i za Crnu Goru), a Crna Gora veleposlanstvo pri Svetoj Stolici u Rimu.

## Povijest
Knez Nikola I., posredstvom Josipa Jurja Strossmayeraa, pokreće 1879. pregovore sa Svetom Stolicom oko sklapanje konkordata.
Dana 18. kolovoza 1886. u Rimu je potpisana Konvencija između Svete Stolice i Crne Gore. Ratificirana je 7. listopada 1886. godine.
Između ostaloga zajamčena je sloboda vjerosipovijesti, katolički vjeronauk u školama te je određeno da se molitva za vladara „Gospodi spasi knjaza” (lat. Domine, salvum fac Principem) za vrijeme mise pjeva na „slavenskom jeziku”.
Konvencijom je Crna Gora osigurala politički ugled na Zapadu. Iz Ruske pravoslavne Crkve mogle su se čuti kritike kako je car na taj način „neprijatelju pravoslavlja otvorio širom vrata Crne Gore”.
Sveta Stolica je 19. lipnja 2006. priznala Crnu Goru, a 16. prosinca 2006. je uspostavila formalne diplomatske odnose. Prvi veleposlanik pri Svetoj Stolici bio je Antun Sbutega.
Dana 17. veljače 2010. nadbiskup Alessandro D’Errico, apostolski nuncij u Bosni i Hercegovini, imenovan je istodobno nerezidencijalnim apostolskim nuncijem u Crnoj Gori.
Temeljni ugovor između Svete Stolice i Crne Gore potpisan je 24. lipnja 2011. u Vatikanu. U Skupštini Crne Gore glasano je 29. svibnja 2012.; od prisutnih 70 zastupnika 45 je bilo za, 8 protiv i 17 suzdržanih.

### Članci
- Jakulj, Ivan. 2013. Ugovori Svete Stolice i Crne Gore: povijesno-pravni vid. Crkva u svijetu. Sveučilište u Splitu - Katolički bogoslovni fakultet. Split. 48 (2): 236–261